# Smålegemer i Solsystemet
Smålegemer i Solsystemet (kort SSSB; fra engelsk Small Solar System body) er en fællesbetegnelse for små objekter i Solsystemet som hverken er planeter eller dværgplaneter. Definitionen blev vedtaget i 2006 af den Internationale Astronomiske Union. Følgende objekter falder nu ind under den nye definition:
- alle småplaneter bortset fra dværgplaneterne:

alle de klassiske asteroider; bortset fra den største, 1 Ceres, som er en dværgplanet
alle Kentaur-asteroider og Neptuns trojanere
alle de trans-neptunske objekter, bortset fra de største som klassificeres som dværgplaneter, som for eksempel Pluto og Eris
- alle kometer

Det er ikke klarlagt om en nedre grænse for størrelsen af smålegemerne vil blive valgt eller om definitionen vil inkludere alt materiale ned til størrelsen på meteoroider.
Bortset fra de største som er i hydrostatisk ligevægt, er det kredsløb og ikke størrelsen, som skiller måner fra smålegemer. En månes bane er ikke centreret rundt om Solen, men rundt om et objekt som fx en planet, dværgplanet og eller et smålegeme.
Nogle af de største smålegemer kan blive omklassificerede hvis videre undersøgelser kan afgøre om de har hydrostatisk ligevægt eller ej.
Størstedelen af smålegemers baner kan findes i to områder; asteroidebæltet og Kuiperbæltet. Disse bælter har indre strukturer forårsaget af påvirkninger fra de større planeter, specielt Jupiter og Neptun - og har ellers svagt definerede grænser. Andre områder indeholder mindre objekter i mindre koncentrationer. Disse inkluderer nærjords-asteroider, Kentaur-asteroider, kometer og spredte skiveobjekter.
De mindste makroskopiske objekter i bane rundt om Solen bliver kaldet meteoroider. IAU har endda ikke vedtaget nogen definition på hvad en meteoroide er, men forskellige definitioner definerer objekter så store som 50 m i diameter og så små som 100 µm som meteoroider.